# Чилкотинское восстание
Чилкотинское восстание, Чилкотинская война или резня в Бьют (англ. Chilcotin War) — конфликт 1864 года между членами племени чилкотинов в Британской Колумбии и белыми рабочими-строителями. Четырнадцать мужчин, нанятых Альфредом Уоддингтоном для постройки железной дороги от бухты Бьют, были убиты, также пострадали несколько мужчин возле озера Анахайм и поселенцев с озера Пунци.

## История
В 1862 году Альфред Уоддингтон начал лоббировать в прессе, а также через политических союзников постройку железной дороги от бухты Бьют до форта Александрия, откуда она должна была следовать к приискам в Баркевиль. Дорога от бухты Бьют прокладывалась вдоль долины реки Хоматко от устья бухты Бьют, пересекала гору Уоддингтон, а затем поворачивала на северо-восток через плато Чилкотин, чтобы присоединиться к Бентинскской железнодорожной ветке у озера Пунци и устья реки Квеснел. По данным Уоддингтона, по сравнению с маршрутом Йель — Фрейзер-Каньон, известным как дорога Карибу, путь сокращался с 359 миль до 185 миль, а время, затрачиваемое на доставку грузов, уменьшалось с 37 дней до 22. Эти данные привлекли губернатора Дугласа, и Альфред получил разрешение на строительство дороги в 1863 году.
Строительство шло уже второй год, когда 29 апреля 1864 года Тимоти Смит был убит за отказ дать пищу Клаттасину, Таллоту и другим индейцам. Смит был застрелен, а его тело брошено в реку. Продовольственные магазины и материалы разграблены. Было украдено около 500 кг продуктов. На следующий день местные жители напали на рабочих лагеря. Датчанин Петерсон, Эдвин Мосли и человек по имени Бакли были ранены, но смогли бежать вниз по реке. Остальные члены бригады были убиты, а их тела брошены в реку. Четырьмя милями дальше по дороге трое индейцев пришли к дому Уильяма Брюстера и убили его, труп тоже бросили в реку. Индейцы также убили Уильяма Мэннинга, поселенца с озера Пунци. Позже из засады были убиты ещё трое мужчин, следовавших на поезде. Всего погибло 19 человек.
Губернатор Сеймур, всего месяц назад вступивший в должность, получил известие о нападениях 14 мая. На следующий день Шартр Брю и 28 человек были отправлены в Бьют, но не смогли пройти вверх по тропе вдоль долины реки Хоматко к месту происшествия и вернулись в Нью-Вестминстер. Вторая группа из 50 человек под командованием комиссара Уильяма Кокса отправились другим маршрутом, попали в засаду и отступили. Брю, с губернатором и 38 мужчинами, на судне «HMS Sutlej» поплыли в Чилкотин по реке Бентинк. К месту назначения они прибыли 7 июля и присоединились к отряду Кокса. Дональд Маклин с частью отряда пошел на разведку. Услышав звук перезаряжающейся винтовки, его призвали вернуться, но он не успел и был застрелен прямо в сердце.

## Арест
В 1864 году вождь Алексис и воин Клатассин встретились с Коксом и им были даны заверения в дружбе. На следующий день Клатассин, Таллот и шесть других индейцев прибыли к месту стоянки отряда губернатора и тут же были арестованы. Они утверждали, что им были даны гарантии безопасности, это отрицалось Коксом. Заключенные были отправлены в Александрию. Пять из них — Таллот, Клатассин, Тах-Питт, Пиль и Чесус — были арестованы и обвинены в убийстве. Их судил в сентябре 1864 года в Кенселе судья Бегби. В защиту своих действий Клатассин сказал, что они ведут войну, а не совершают убийства. Все они были признаны виновными и приговорены к повешению.
Этот инцидент стоил колонии около 80 000 долларов. Ходатайство парламенту империи о возмещении расходов было отклонено. Вдове Дональда Маклина была назначена пенсия 100 фунтов в год в течение пяти лет. Уоддингтон запросил компенсацию от колонии в размере 50 000 долларов, утверждая, что его люди не получили никакой защиты. Колония отказала в выплате, обосновав тем, что ни одно государство не может дать своим гражданам гарантии от убийства. Художник Фредерик Уимпер объяснял беспорядки предоставлением чилкотинам огнестрельного оружия, тогда как они страдали от недостатка пищи. Судья Бегби утверждал, что наиболее важной причиной беспорядков была озабоченность по поводу права собственности на землю, а не «грабёж или месть»:206. Другие предполагали, что индейцы, работавшие на Уоддингтона, голодали, в то время как белые рабочие были хорошо обеспечены. Были также жалобы на осквернение могил.

## Пересмотр судебного процесса
В 1993 году судья Энтони Сарыч по заказу правительства Британской Колумбии написал доклад, рассматривающий отношения между общиной индейцев и системой правосудия. В результате рекомендаций, содержащихся в докладе, Генеральный прокурор принес извинения вождям чилкотинов за инцидент и выделил деньги на эксгумацию могил казнённых для обеспечения надлежащего захоронения.